# 初期荘園
初期荘園（しょきしょうえん）は、8世紀から9世紀に未墾地の墾田化・既墾の墾田の集積を通して成立した荘園。墾田地系荘園（こんでんちけいしょうえん）とも言う。租を納めねばならず、律令支配体制から脱却していない。

## 概要
墾田永年私財法が制定されると中央の寺社・貴族は、律令国家・国衙の積極的な援助のもとに大規模な開墾を展開する。墾田の要所には開発と経営のため、「荘」または「荘所」という家屋が設置された。荘と墾田の結合体を「荘田」または「荘園」と呼ぶようになった。
律令国家・国衙の援助で広大な未開地を設定して開発する、自墾地系荘園（じこんちけいしょうえん）は地方に多かったが、すでに熟田化した墾田を買得・相博・譲与・寄進などで集積した、既墾地系荘園（きこんちけいしょうえん）は畿内に多い。これらの初期荘園には荘民が存在せず、耕作労働力は周辺の班田農民に対する賃租が一般的で、その支配・経営は国家権力に強く依存していた。律令制が解体を始める9世紀には、自墾地系荘園は労働力を確保できなくなり急速に姿を消した。
有力寺社・貴族は労働力の確保のため、在地の新興富豪層を荘長に任じ、負債のために流亡した貧しい人や課役の追及を逃れた人を荘園に迎え入れることで、経営の安定化を図ろうとした。富豪農民の寄進による既墾地系荘園の増加は、律令体制の財政基盤に深刻な動揺を与え、藤原時平は延喜2年（902年）に荘園整理令を発するが効果はなく、班田制は機能不全に陥った。
ただし、この時期の荘園は墾田に対する浮浪・班田農民の寄作を基礎としていて、労働奴隷制的でも、領域と住民を一元的に掌握していたわけでもなかった。また、11世紀から12世紀の寄進地系荘園のように、田地の不輸や寄作者の雑役免といった国家的諸権限の割譲もなかった。領域と住民の全面的掌握を指向する寄進地系荘園が、平安時代後期に全国的に成立すると、初期荘園もその中に組み込まれて解消していった。